# Arsura
Arsura est une commune du județ de Vaslui en Roumanie.
Sa population était de 1 717 habitants en 2013.